# 1981 en hockey sur glace
Cette page présente les éléments de hockey sur glace de l'année 1981, que ce soit d'un point de vue rencontres internationales ou championnats nationaux. Les grandes dates des différentes compétitions sont données ainsi que les décès de personnalités du hockey mondial.

## Amérique du Nord

### Ligue nationale de hockey
- Le 28 décembre, Wayne Gretzky devient le troisième joueur de l'histoire de la Ligue nationale de hockey à inscrire 50 buts en 50 matchs après Maurice Richard en 1944-1945 et Mike Bossy en 1980-1981. Plus précisément, Gretzky inscrit 50 buts en seulement 39 matchs inscrivant 4 et 5 buts lors du 38e et du 39e match[1].

## Autres Évènements

### Fondation de club
- Aibdogs EHC Bad Aibling (Allemagne)
- Gullegem Jets (Belgique)
- HC Cergy-Pontoise (France)
- HC Eppan (Italie)
- HK Tambov (Russie)
- KK-81 Hockey (Finlande)
- Salo HT (Finlande)
- SC Reinach (Suisse)
- White Caps Turnhout (Belgique)

### Fins de carrière
- Tom Bladon
- Guy Charron
- Jude Drouin
- Ron Ellis
- Phil Esposito
- Terry Harper
- Dennis Kearns
- Pete Mahovlich
- Jean Ratelle
- Bobby Schmautz
- Wayne Stephenson
- Walt Tkaczuk
- Dennis Ververgaert

### Décès
- 7 avril : Lorne Carr-Harris.
- 27 août : Valeri Kharlamov
- 19 octobre : Joe Benoit